# 亨利·怀特

约翰·辛格·萨金特所绘的怀特第一任妻子玛格丽特·史蒂文森·卢瑟福的肖像 (1883年)

亨利·怀特（英語：Henry White，1850年3月29日—1927年7月15日），是1890年代至1900年代的一位美国共和党外交官，他于1919年被伍德罗·威尔逊总统选中作为参加巴黎和会的美国代表团成员，因此他也成为了《凡尔赛条约》的签署者之一。
怀特在外交职业生涯的巅峰时期，他曾被西奥多·罗斯福总统描述为“在我担任总统期间以及之前长久以来整个外交部门中最有才能的人”。威尔逊总统的首席助手爱德华·M·豪斯上校也称赞怀特是“这个国家有史以来最有成就的外交家之一”。